# Двор (Љубљана)
Двор (словен. Dvor) је насељено место у саставу градске општине Љубљана, Средњесловенска регија, Словенија.

## Историја
До територијалне реорганизације у Словенији био је у саставу града Љубљане, односно старе општине Шишка.

## Територијална организација и припадност насеља
| Двор           | Двор                                        | Двор                                                                   | Двор                                     |
| Пописна година | Држава/Крунска земља                        | Политички округ (округ, округ) / Судски округ (округ, округ) / општина | Насеља и делови насеља (број становника) |
| -------------- | ------------------------------------------- | ---------------------------------------------------------------------- | ---------------------------------------- |
| 1869           | Аустроугарска, Аустријско царство / Крањска | Љубљана / Љубљана / Шент–Вид                                           | Duor / Двор (93)                         |
| 1880           | Аустроугарска, Аустријско царство / Крањска | Љубљана / Љубљана / Св. Сигхт                                          | Duor / Двор (105)                        |
| 1890           | Аустроугарска, Аустријско царство / Крањска | Љубљана / Љубљана / Шт. Вид                                            | Двор (81)                                |
| 1900           | Аустроугарска, Аустријско царство / Крањска | Љубљана / Љубљана / Шт. Сигхт                                          | Двор (63)                                |
| 1910           | Аустроугарска, Аустријско царство / Крањска | Љубљана / Љубљана / Шент Вид                                           | Двор (54)                                |
| Двор           |                                             |                                                                        |                                          |
| Пописна година | Држава/Округ, Бановина                      | Жупанија (округ, округ) / општина                                      | Насеља и делови насеља (број становника) |
| 1921           | Краљевина СХС                               |                                                                        |                                          |
| 1931           | Краљевина Југославија / Бановина Драва      |                                                                        |                                          |
| Двор           |                                             |                                                                        |                                          |
| Пописна година | Држава / Република                          | Жупанија (округ, округ) / општина                                      | Насеља и делови насеља (број становника) |
| 1948           | ФНРЈ / НР Словенија                         | Љубљана–околина / МНО Медно                                            | Двор (77)                                |
| 1953           | ФНРЈ / НР Словенија                         | Љубљана, град / Шентвид                                                | Двор (91)                                |
| 1961           | ФНРЈ / НР Словенија                         | Љубљана / Шишка                                                        | Двор (93)                                |
| 1971           | СФРЈ / СР Словенија                         | Град Љубљана / Шишка                                                   | Двор (77)                                |
| 1981           | СФРЈ / СР Словенија                         | Град Љубљана / Шишка                                                   | Двор (118)                               |
| 1991           | СФРЈ / СР Словенија                         | Град Љубљана / Шишка                                                   | Двор (106)                               |
| Двор           |                                             |                                                                        |                                          |
| Пописна година | Држава                                      | општина                                                                | Насеља и делови насеља (број становника) |
| 2002           | Словенија                                   | Градска општина Љубљана / Градски округ Шентвид                        | Двор (122)                               |
| 2011           | Словенија                                   | Градска општина Љубљана / Градски округ Шентвид                        | Двор (143)                               |
| 2021           | Словенија                                   | Градска општина Љубљана / Градски округ Шентвид                        | Двор (162)                               |

Напомена: МНО је скраћеница за Месни народни одбор.

## Становништво
У попису становништва из 2021. године, Двор је имао 162 становника.
| Број становника према пописима | Број становника према пописима | Број становника према пописима | Број становника према пописима | Број становника према пописима | Број становника према пописима | Број становника према пописима | Број становника према пописима | Број становника према пописима | Број становника према пописима | Број становника према пописима | Број становника према пописима | Број становника према пописима | Број становника према пописима | Број становника према пописима | Број становника према пописима |
| ------------------------------ | ------------------------------ | ------------------------------ | ------------------------------ | ------------------------------ | ------------------------------ | ------------------------------ | ------------------------------ | ------------------------------ | ------------------------------ | ------------------------------ | ------------------------------ | ------------------------------ | ------------------------------ | ------------------------------ | ------------------------------ |
| 1869                           | 1880                           | 1890                           | 1900                           | 1910                           | 1921                           | 1931                           | 1948                           | 1953                           | 1961                           | 1971                           | 1981                           | 1991                           | 2002                           | 2011                           | 2021                           |
| 93                             | 105                            | 81                             | 63                             | 54                             |                                |                                | 77                             | 91                             | 93                             | 77                             | 118                            | 106                            | 122                            | 143                            | 162                            |

Напомена: Године 1987. умањено за део насеља који је припојен насељу Голо Брдо (Медводе).

### Етнички, језички и верски састав

#### Аустроугарска

##### Језички и верски састав
| Година пописа | укупно | Словеначки |
| ------------- | ------ | ---------- |
| 1869          | 93     | н/п        |
| 1880          | 105    | 105 (100%) |
| 1890          | 81     | 81 (100%)  |
| 1900          | 63     | 63 (100%)  |
| 1910          | 54     | 54 (100%)  |

| Година пописа | укупно | Римокатолици |
| ------------- | ------ | ------------ |
| 1869          | 93     | н/п          |
| 1880          | 105    | 105 (100%)   |
| 1890          | 81     | 81 (100%)    |
| 1900          | 63     | 63 (100%)    |
| 1910          | 54     | 54 (100%)    |

Напомена: Ознака н/п значи да нема података или да информација није наведена.

#### ФНР/СФР Југославија

##### Национални састав
| Двор | Двор                                                            | Двор |
| --- | --------------------------------------------------------------- | --- |
| 1961 | 1971                                                            | 1981 |
| <div style="border:solid transparent;position:absolute;width:100px;line-height:0;<div style="border:solid transparent;position:absolute;width:100px;line-height:0;<div style="border:solid transparent;position:absolute;width:100px;line-height:0; укупно: 93 Словенци 91 (97,84%) Срби 2 (2,15%) | укупно: 77 Словенци 74 (96,10%) Хрвати 2 (2,59%) Срби 1 (1,29%) | укупно: 118 Словенци 94 (79,66%) Хрвати 11 (9,32%) Муслимани 7 (5,93%) Срби 5 (4,23%) Југословени 1 (0,84%) |